# Scream for Me Brazil
Scream for me Brazil är Bruce Dickinsons andra livealbum, utgivet 2 november 1999. Det spelades in under en konsert i Brasilien 1999.

## Låtlista
1. "Trumpets of Jericho" - 6:27
2. "King in Crimson" - 4:58
3. "Chemical Wedding" - 4:35
4. "Gates of Urizen" - 4:22
5. "Killing Floor" - 4:13
6. "Book of Thel" - 8:26
7. "Tears of the Dragon" - 8:08
8. "Laughing in the Hiding Bush" - 4:03
9. "Accident of Birth" - 4:20
10. "The Tower" - 7:43
11. "Darkside of Aquarius" - 7:34
12. "The Road to Hell" - 4:58

## Medverkande
- Bruce Dickinson – sång
- Adrian Smith – gitarr
- Roy Z – gitarr
- Eddie Cassillas – bas
- Dave Ingraham – trummor